# Paul Laffitte (1864-1949)
Ne doit pas être confondu avec Paul Laffitte (1839-1909).
Paul Laffitte, né le 24 octobre 1864 à Philadelphie et mort le 29 juin 1949 à Saint-Maur-des-Fossés, est un financier, romancier et éditeur français.

## Parcours
À ce jour, rien ne permet d'affirmer que Paul Laffitte descend de la famille du banquier Jacques Laffitte, si ce n'est son goût pour la finance.
Peut-être chroniqueur théâtral dans sa jeunesse, Paul Laffitte tenta toute sa vie un rapprochement entre culture (théâtre, cinéma, littérature) et finance.
Au tout début du XXe siècle, le nom de Paul Laffitte est associé à l'industrie française du cinéma, alors en pleine émergence. Entrepreneur, financier, Paul Laffitte − associé à son frère Léon − investit en 1907 dans la Compagnie des cinématographes Théophile Pathé et dans la Compagnie des Cinéma-Halls (réseau parisien de salles de cinéma). Par la suite, il prend la direction de la société La Publicité animée, chargée de produire et projeter des réclames lors des projections de films.

En 1908, il fonde Le Film d'art et en tire de substantiels bénéfices grâce à une entrée en bourse réussie. 
Laffitte participa également au financement du Théâtre Antoine que dirige Firmin Gémier.

En 1917, il lance avec son beau-frère Richard Cantinelli (1870-1932) et Blaise Cendrars les Éditions de La Sirène. 
Essayiste, d'abord sous le pseudonyme de Bottom, Paul Laffitte fut aussi romancier.

## Œuvre
- Bottom [pseud.], Ainsi parlait Jéroboam, ou la Finance en actions, Mercure de France, 1912 - rééd. en 1913
- Jéroboam, ou la Finance sans méningite, La Sirène, 1920, lire en ligne sur Gallica
- Le grand malaise des sociétés modernes et son unique remède, La Sirène, 1922,  lire en ligne sur Gallica
- Pamparigouste. Voyage aux mondes illusoires, Nouvelle société d'édition, 1928
- Golconde, roman, Albin Michel, 1930
- Nouveaux propos de Jéroboam, précédés de Jéroboam ou la Finance sans méningite, édition complète et définitive, La Nouvelle Revue critique, 1939

## Citations
Citations provenant de Jéroboam ou la finance sans méningite :
- « Un idiot pauvre est un idiot, mais un idiot riche est un riche ».
- « En France, on vous dit de ne pas mettre tous vos œufs dans le même panier. Aux États-Unis, on vous conseille de les y mettre, mais de surveiller le panier ».
- « Le travail, c'est du capital qui ne s'accumule pas »
- « Il y a trois sortes de lois : les lois divines, les lois humaines et les lois sur les sociétés ».
- « Un administrateur administre, trois administrateurs cherchent le meilleur moyen d'administrer, cinq administrateurs discutent sur des programmes opposés, sept administrateurs bavardent ».
- « La fortune est aveugle et l'argent n'a pas d'odeur, disent des communs proverbes. C'est pourquoi les financiers s'efforcent de perfectionner le toucher ».
- « La célébrité, c'est un nom imprimé cent fois ».
- « La comptabilité est la pince-monseigneur des sociétés anonymes ».